# Gaston Ravel
Pour les articles homonymes, voir Ravel (homonymie).
Pierre Achille Gaston Ravel est un cinéaste français, né le 28 octobre 1878 dans le 8e arrondissement de Paris, mort le 23 février 1958 à Cannes.

## Biographie
Gaston Ravel, Gaston Pierre Achille Ravel, de son nom complet, commence sa carrière avec la réalisation de petits films muets, mais également comme acteur. Il est engagé dans l'équipe de cinéastes de la Gaumont après la construction des studios des Buttes Chaumont [réf. souhaitée]; cette équipe travaillant souvent en collaboration, Gaston Ravel est coréalisateur de nombreux films. Il démontre rapidement son talent pour la réalisation, et mène une carrière en France, mais aussi en Italie et en Allemagne, réalisant plus d'une soixantaine de films.

## Filmographie
- 1914 : L'Ambition de Madame Cabassoul
- 1914 : L'Amoureuse Aventure
- 1914 : L'Autre Victoire
- 1914 : La Bouquetière des Catalans
- 1914 : Ce bon Lafontaine
- 1914 : La Dot
- 1914 : La Fille aux pieds nus
- 1914 : Le Fils de la divette
- 1914 : Les Leçons de la guerre
- 1914 : Le Même Sang
- 1914 : La Petite Réfugiée
- 1914 : Sainte-Odile
- 1915 : Autour d'une bague
- 1915 : Des pieds et des mains (en) (avec Jacques Feyder)
- 1915 : En musique
- 1915 : Le Grand Souffle
- 1915 : Madame Fleur-de-neige
- 1915 : La Nouvelle Ninon
- 1915 : Triple entente
- 1915 : Les Trois Rois
- 1915 : Le Trophée du zouave
- 1916 : La Femme inconnue
- 1916 : Fille d'Ève
- 1916 : Monsieur Pinson policier (avec Jacques Feyder)
- 1917 : Du rire aux larmes
- 1917 : L'Homme qui revient de loin
- 1918 : La Geôle
- 1918 : La Maison d'argile
- 1919 : Le Joug (Il giogo)
- 1919 : Au-dessus des lois (Oltre la legge)
- 1920 : Cosmopolis
- 1920 : La Mort de l'aviateur (Forse che sì forse che no)
- 1920 : Temi
- 1921 : L'Envolée
- 1921 : La Madonna errante
- 1921 : Saracinesca (avec Augusto Camerini)
- 1922 : À l'ombre de Vatican
- 1922 : Une idylle tragique (Idillio tragico)
- 1922 : Rabagas
- 1923 : Ferragus d'après le roman d'Honoré de Balzac
- 1923 : Taô (Le fantôme noir)
- 1924 : Le Gardien du feu
- 1924 : On ne badine pas avec l'amour (avec Tony Lekain)
- 1924 : La rupe tarpea
- 1925 : Jocaste
- 1925 : Amours, délices et orgues
- 1925 : L'Avocat
- 1925 : Chouchou poids plume
- 1926 : Le Fauteuil 47 (Parkettsessel 47)
- 1926 : Fräulein Josette, meine Frau (Mademoiselle Josette, ma femme)
- 1926 : Le Roman d'un jeune homme pauvre (Mitgiftjäger)
- 1927 : Le Bonheur du jour
- 1928 : Madame Récamier (avec Tony Lekain)
- 1929 : Le Collier de la reine (L’Affaire du collier de la reine, avec Tony Lekain)
- 1929 : Figaro (avec Tony Lekain)
- 1930 : La straniera (avec Amleto Palermi)
- 1931 : L'Étrangère
- 1932 : Monsieur de Pourceaugnac (avec Tony Lekain)
- 1934 : Fanatisme (coréalisateur : Tony Lekain)
- 1934 : Le Rosaire (avec Tony Lekain)